# Marcel Fantoni
Marcel Fantoni (* 1952 in Zürich, heimatberechtigt in Brig und Dietikon) ist ein ehemaliger Schweizer Berufsoffizier, zuletzt im Range eines Brigadiers und Stabschef Operative Schulung. Heute ist Fantoni als Coach (Rent a General) tätig.

## Leben
Fantoni absolvierte eine Ausbildung zum Stationsleiter bei der Swissair und wechselte nach zehn Jahren als Berufsoffizier zur Schweizer Armee. Er war Kommandant einer Infanterie-Rekrutenschule, Stabschef des Feldarmeekorps 4, Kommandant der Generalstabsschule und zuletzt Stabschef Operative Schulung. Er war für die Schweizerische Volkspartei Gemeinderat (heute ist er parteilos), von 2001 bis 2005 Zunftmeister der Stadtzunft Zürich, ist verheiratet und Vater zweier erwachsener Kinder.